# Henriette Nissen-Saloman

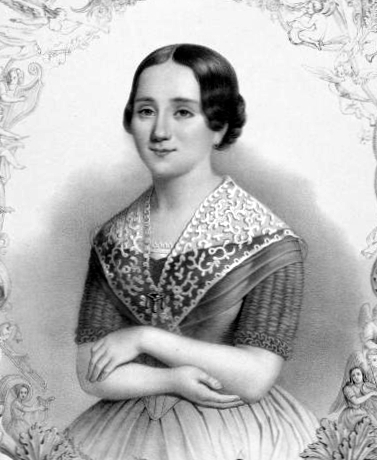
Henriette Nissen-Saloman

Henriette Nissen-Saloman, geborene Henriette Nissen, (* 12. März 1819 in Göteborg; † 27. August 1879 in Bad Harzburg) war eine schwedische Opernsängerin (Mezzosopran).

## Leben
Nissen studierte in Paris Klavier bei Frédéric Chopin und Gesang bei Manuel Garcia. Sie debütierte 1843 an der Italienischen Oper neben Giulia Grisi als Adalgisa in Vincenzo Bellinis Oper Norma. Von 1845 bis 1848 unternahm sie eine überaus erfolgreiche Konzertreise durch Italien, Russland, Norwegen, Schweden und England. Berühmt wurde sie mit Hauptrollen in den Opern La sonnambula, Norma, Lucrezia Borgia, Lucia di Lammermoor und Ernani. Bei den Leipziger Gewandhauskonzerten und in Berlin war sie eine ernsthafte Konkurrentin der populären Jenny Lind. In Berlin heiratete sie den Geiger und Komponisten Siegfried Saloman.
Ab 1859 unterrichtete Nissen Gesang am Konservatorium von Sankt Petersburg. 1881 erschien ihr Lehrbuch Das Studium des Gesanges, das auch in französischer und russischer Übersetzung verlegt wurde.